# Weinberg, Dellach im Drautal
Weinberg je naselje v Občini Dellach im Drautal v Okraju Špital ob Dravi  na Koroškem v Avstriji.